# Pseudotrachystola rugiscapus
Pseudotrachystola rugiscapus är en skalbaggsart som först beskrevs av Leon Fairmaire 1899.  Pseudotrachystola rugiscapus ingår i släktet Pseudotrachystola och familjen långhorningar. Inga underarter finns listade i Catalogue of Life.